# 埼玉県道324号蒲生岩槻線

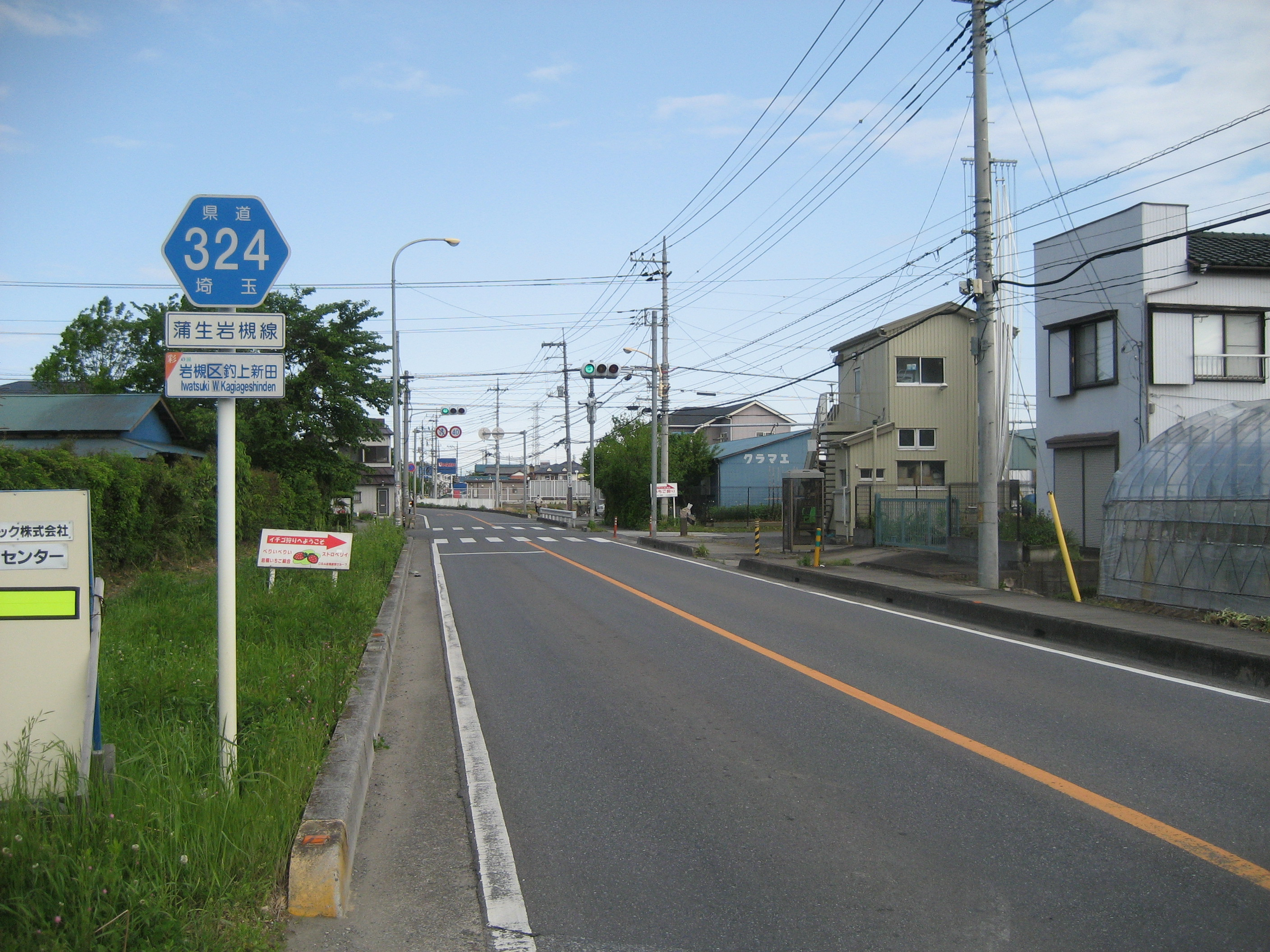
さいたま市岩槻区釣上新田付近

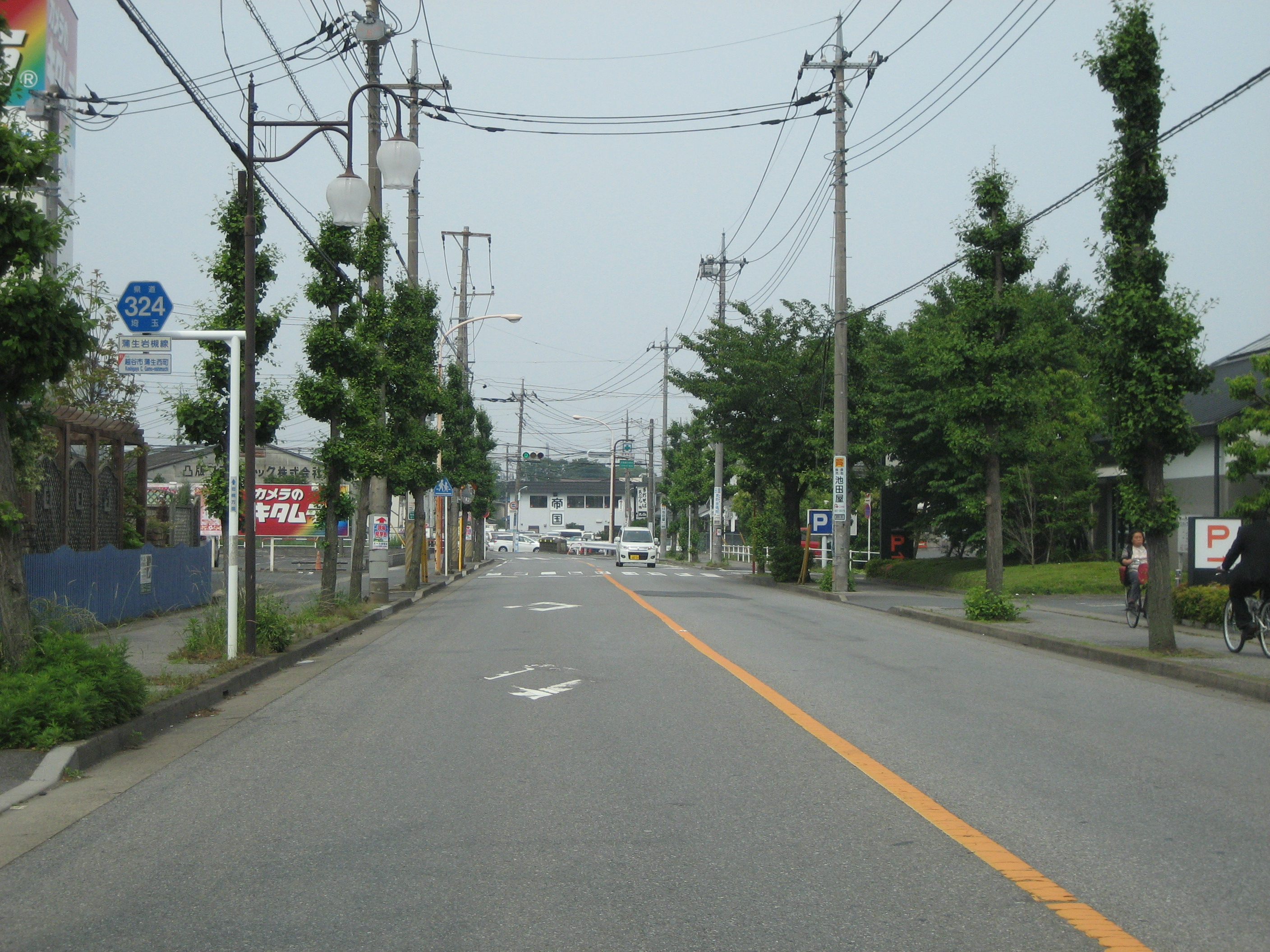
越谷市蒲生西町付近

埼玉県道324号蒲生岩槻線（さいたまけんどう324ごう がもういわつきせん）は、埼玉県越谷市とさいたま市岩槻区を結ぶ一般県道である。

## 起点・終点・総延長
- 起点：東京都道・埼玉県道49号足立越谷線（越谷市）
- 終点：国道122号（さいたま市岩槻区）
- 総延長：15,257m

## 通過する自治体
- 埼玉県
  - 越谷市
  - さいたま市（岩槻区）

## 交差・接続する道路
- 東京都道・埼玉県道49号足立越谷線・埼玉県道380号柿木町蒲生線 蒲生西町交差点
- 国道4号 大間野交差点
- 埼玉県道161号越谷川口線 辰ノ口橋交差点
- 国道463号 五才川橋交差点
- 国道463号越谷浦和バイパス 釣上交差点
- 埼玉県道214号新方須賀さいたま線 笹久保交差点
- 埼玉県道48号越谷岩槻線 農協前交差点
- 国道16号岩槻春日部バイパス  東町二丁目交差点
- 国道122号・埼玉県道2号さいたま春日部線 岩槻駅入口交差点
- 埼玉県道399号岩槻停車場線 岩槻駅入口交差点

## 主な施設
越谷市
- 東武伊勢崎線蒲生駅
- ヤオコー越谷蒲生店
- 大間野郵便局
- 越谷市立武蔵野中学校
- 北辰病院
- 出羽公園
  - 越谷市立西体育館
- 県民健康福祉村
- 埼玉県立越谷西特別支援学校

さいたま市
- JA南彩新和支店
- 埼玉スタジアム2002
- 岩槻和土郵便局
- さいたま市立城南中学校
- 目白大学岩槻キャンパス
- JA南彩岩槻和土支店
- 埼玉県立岩槻高等学校
- 東武野田線岩槻駅